# Anders Lidbeck
Anders Lidbeck (26 de julio de 1772, Lund - 11 de mayo de 1829, Estocolmo) fue un naturalista y esteta, hijo de Erik Gustaf Lidbeck, sobrino de Nils Lovén, y se casó con Brita Catharina Lidbeck.
En 1790, obtuvo su filosofie magister por la Universidad de Lund; y, allí fue nombrado el mismo año, profesor asociado de historia natural. A partir de 1795, se le ordenó dar conferencias estéticas en la Universidad de Lund, se convirtió en bibliotecario en 1799. En 1801, obtuvo la silla de la nueva creada de estética. Y, en 1828, elegido delegado de la Academia en el Parlamento.
En sus tesis desarrolló con claridad varios conceptos estéticos importantes, por lo tanto, esencialmente de apoyo al esteticismo inglés y alemán, incluidos Kant y Schiller y la propia manifestación temprana bastante liberado del gusto francés clásico. Hizo conocer a sus jóvenes, al entonces desconocido Isaías Tegner, y hecho auxiliar de biblioteca y luego profesor asociado de estética. Lidbeck también participó de manera significativa a la creación de la Biblioteca de la Universidad de Lund.
Lidbeck publicó varios trabajos sobre la biblioteca de la universidad; y, una serie de tratados estéticos. Algunos de ellos, fueron publicados en 1830 por Peter Wieselgren bajo el título Anmärkningar angående ämnen ur psychologien, esthetiken och svenska synonymiken (Notas sobre los temas caseros de campo psicológico, estética y sinonimia sueca .).
- La abreviatura «A.Lidb.» se emplea para indicar a Anders Lidbeck como autoridad en la descripción y clasificación científica de los vegetales.[2]